# Marcos Gutiérrez
Marcos Gutiérrez (24 de mayo de 1983, Cumaná, Sucre, Venezuela) es un futbolista venezolano, juega de defensa y su actual equipo es el Deportivo Anzoátegui de Venezuela. Debutó en el año 2003 con este mismo equipo. Actualmente es un jugador reserva, a pesar de que tiene tiempo en el equipo, no ha sido muy titular en los partidos.
En la segunda división fue un jugador muy destacado, que ganaron el torneo apertura 2006 y mirar en el ascenso que la Federación Venezolana de Fútbol los ascendió gracias a la expansión de 10 a 18 clubes. Debutó en la primera división contra el Unión Atlético Maracaibo con resultado de 1 a 1, y también logró jugar en Copa Venezuela de Fútbol, mientras en las categorías internacionales no ha jugado ni en La Vinotinto ni cuando el Deportivo Anzoátegui debutó internacionalmente con el Deportivo Cuenca de Ecuador a pesar de que fue convocado para el partido en la ciudad de Cuenca.
En el plantel del club ha sido uno de los que menos acción ha tenido.
- Datos: Q5996586